# Lecanoromycetes
De Lecanoromycetes is een klasse uit de Ascomycota. De klasse telt ongeveer 13.500 soorten en is daarmee de meest soortenrijke klasse van schimmels. Het grootste deel van de soorten bestaat uit gelicheniseerde (korstmosvormende) schimmels.

## Kenmerken
De meeste soorten vormen apothecia als vruchtlichamen. De sporenzakjes (ascus, meervoud asci) zijn meestal complex van structuur maar bij de families Caliciaceae, Porinaceae en Coenogoniaceae hebben een ander soort structuur. Sommige sporenzakjes vormen meer dan 100 sporen, maar dit aantal is afhankelijk van de evolutie binnen de klasse. Sommige families, zoals de Porinaceae en Thelenellaceae, vormen ook perithecia als vruchtlichamen.
Het hymenium is vaak gelatineus. De parafyses zijn eenvoudig van vorm of vertakt, en bovenaan vaak gezwollen. 

## Levenswijze
De klasse telt ongeveer 90% van alle korstmosvormende schimmels. De meeste soorten leven als korstmossen in een mutualistische symbiose samen met groenwieren. Sommige korstmossen (meestal in de orde Peltigerales) leven (ook) samen met cyanobacteriën. 
In sommige gevallen leeft de schimmel parasitair of saprofytisch op andere korstmossen.

## Taxonomie
De Lecanoromycetes zijn nauw verwant aan de Eurotiomycetes. De classificatie binnen de klasse is nog steeds in beweging. Nog niet alle soorten van de grootste subklasse Lecanoromycetidae zijn ingedeeld. Hibbett et al.(2007) deelt de klasse als volgt in:
- Onderklasse Acarosporomycetidae
  - Orde Acarosporales
- Onderklasse Candelariomycetidae
  - Orde Candelariales
- Onderklasse Lecanoromycetidae
  - Orde Caliciales
  - Orde Lecanorales
  - Orde Lecideales
  - Orde Leprocaulales
  - Orde Lichinales
  - Orde Peltigerales
  - Orde Rhizocarpales
  - Orde Teloschistales
- Onderklasse Ostropomycetidae
  - Orde Agyriales
  - Orde Baeomycetales
  - Orde Ostropales (inclusief vroegere Graphidales en Gyalectales)
  - Orde Pertusariales
  - Orde Sarrameanales
  - Orde Schaereriales
- Onderklasse Umbilicariomycetidae
  - Orde Umbilicariales

De volgende families zijn ongeplaatst (incertae sedis):
- Arthrorhaphidaceae

De volgende geslachten zijn ongeplaatst (incertae sedis):
- Argopsis – Ascographa – Bartlettiella – Bouvetiella – Buelliastrum – Cecidioskyttea - Corticiruptor – Haploloma – Korfiomyces – Maronella – Nimisiostella – Notolecidea – Petractis – Piccolia – Ravenelula – Robincola – Roburnia – Umbilithecium